# Womersleymeria bicornis
Genre
Espèce
Synonymes
- Ceratrimeria bicornis Womersley, 1940

Womersleymeria bicornis, unique représentant du genre Womersleymeria, est une espèce de collemboles de la famille des Neanuridae.

## Distribution
Cette espèce est endémique d'Australie.

## Description
L'holotype mesure 4,0 mm.

## Étymologie
Ce genre est nommé en l'honneur de Herbert Womersley.

## Publications originales
- Womersley, 1940 : A new species of Ceratrimeria (Collembola) from Tasmania. Transactions of the Royal Society of South Australia, vol. 64, no 1, p. 137-138 (texte intégral).
- Stach, 1949 : The Apterygotan Fauna of Poland in Relation to the World-Fauna of this group of Insects. Families: Neogastruridae and Brachystomellidae. Polska Akademia Umiej tno ci, Acta monographica Musei Historiae Naturalis, Kraków, p. 1-341.